# Сэмпсон, Сезар
Сезар Сэмпсон (нем. Cesár Sampson; род. 18 августа 1983, Линц, Австрия) — австрийский певец, автор песен и модель. Представитель Австрии на конкурсе «Евровидение-2018».

## Биография
Сезар Сэмпсон родился 18 августа 1983 года в Линце. 5 декабря 2017 года он был объявлен представителем Австрии на Евровидении 2018 года. 12 мая 2018 года он исполнил композицию «Nobody But You», авторами которой стали Борислав Миланов и Себастьян Арман, которые ранее участвовали в создании песен для Болгарии и занял с ней 3 место по сумме баллов жюри и зрителей, получив от жюри самый высокий балл.
Сэмпсон ранее исполнял бэк-вокал для представителей Болгарии в течение двух лет подряд в конкурсах 2016 и 2017 года. Он был вокалистом в поддержку Поли Геновой в песне «If Love Was a Crime» и Кристиана Костова в песне «Beautiful Mess».
В 2021 году Сэмпсон принял участие в музыкальном телешоу «Маска» в маске Барсука и выбыл в пятом выпуске.